# Rasa de Coll-de-frares
La Rasa de Coll-de-frares o Rasa de Colldefrares és un torrent afluent per la dreta de la Riera de Sallent que realitza tot el seu recorregut pel terme municipal de Pinell de Solsonès.
Neix a menys de 250 m. al sud de la masia de les Petges. De direcció predominant cap al sud, abans de desguassar al seu col·lector s'escola entre la masia de Caelles (a ponent) i el Serrat de Sant Romà (a llevant).

## Xarxa hidrogràfica
La seva xarxa hidrogràfica, que també transcorre íntegrament pel terme municipal de Pinell de Solsonès, està constituïda per 16 cursos fluvials la longitud total dels quals suma 13.547 m.

### Afluents destacables
- La Rasa de Castellana
- La Rasa de Caelles